# 7242 Okyudo
7242 Okyudo eller 1990 VG3 är en asteroid i huvudbältet som upptäcktes den 11 november 1990 av de båda japanska astronomerna Kazuro Watanabe och Kin Endate vid Kitami-observatoriet. Den är uppkallad efter den japanske astronomen Masami Okyudo.
Asteroiden har en diameter på ungefär 3 kilometer.